# Трафалгар Парк
Трафалгар Парк, који се налази у Нелсону на Новом Зеланду је рагби стадион. Ово је "резервни" стадион најславнијег рагби тима на Земљи Крусејдерса. На овом стадиону игра Тасман Макос мечеве у ИТМ Купу. На Трафалгар Парку одигране су три утакмице светског првенства у рагбију 2011.